# سوسک‌های تگزاسی
سوسک‌های تگزاسی (نام علمی: Brachypsectridae) نام یک خانواده از بالاخانواده بهارسوسک‌واران است.